# Міффлін (округ, Пенсільванія)
Шаблон:StateAbbr_ 40°37′ пн. ш. 77°37′ зх. д. / 40.61° пн. ш. 77.62° зх. д.
Округ Міффлін (англ. Mifflin County) — округ (графство) у штаті Пенсільванія, США. Ідентифікатор округу 42087.

## Історія
Округ утворений 1789 року.

## Демографія
За даними перепису
2000 року
загальне населення округу становило 46486 осіб, зокрема міського населення було 20493, а сільського — 25993.
Серед мешканців округу чоловіків було 22420, а жінок — 24066. В окрузі було 18413 домогосподарства, 12905 родин, які мешкали в 20745 будинках.
Середній розмір родини становив 2,99.
Віковий розподіл населення поданий у таблиці:
| Стать    | До 15 років | 15-21 | 22-29 | 30-39 | 40-49 | 50-65 | 65-85 | Понад 85 |
| -------- | ----------- | ----- | ----- | ----- | ----- | ----- | ----- | -------- |
| Чоловіки | 4835        | 1964  | 2027  | 3318  | 3307  | 3816  | 2905  | 248      |
| Жінки    | 4677        | 1886  | 2053  | 3340  | 3247  | 4109  | 4024  | 730      |

## Суміжні округи
- Сентр — північ
- Юніон — північний схід
- Снайдер — схід
- Джуніата — південь
- Гантінгдон — захід

## Виноски
1. ↑  US Decennial Census. US Census Bureau. Архів оригіналу за 19 липня 2018. Процитовано 9 березня 2015.
2. ↑  Historical Census Browser. University of Virginia Library. Архів оригіналу за 11 серпня 2012. Процитовано 9 березня 2015.
3. ↑  Forstall, Richard L., ред. (24 березня 1995). Population of Counties by Decennial Census: 1900 to 1990. US Census Bureau. Архів оригіналу за 20 березня 2015. Процитовано 9 березня 2015.
4. ↑  Census 2000 PHC-T-4. Ranking Tables for Counties: 1990 and 2000 (PDF). US Census Bureau. 2 квітня 2001. Архів оригіналу (PDF) за 18 грудня 2014. Процитовано 9 березня 2015.
5. ↑  State & County QuickFacts. Бюро перепису населення США. Архів оригіналу за 6 червня 2011. Процитовано 20 листопада 2013.(англ.) Наведено за англійською вікіпедією.
6. ↑  American FactFinder. Бюро перепису населення США. Архів оригіналу за 26 лютого 2012. Процитовано 31 січня 2008.

| США | Це незавершена стаття з географії США. Ви можете допомогти проєкту, виправивши або дописавши її. |